# 南埕林氏祖厅
南埕林氏祖厅，是位于中国福建省宁德市蕉城区漳湾镇南埕村的一个明清古建筑，2006年2月入选蕉城区第五批县级文物保护单位。
南埕林氏祖厅占地面积721平方米，始建于宋朝，明朝重建，清朝康熙三十年（1691年）重修，抬梁穿斗式砖木构硬山顶，大厅面阔五间，进深九间。